# روبرت القوي
روبرت القوي (830 - 2 يوليو 866)؛ المعروف أيضا بـ روتبرت أو روبرت الرابع دي فورمس، كان ماغريف نيوستريا، سميت عائلته الذي ادعوا روبرتيون، أصول هذه العائلة غير معروفة ربما يكون هم من هسباي (تقع اليوم في بلجيكا) أو أنهم ينحدر من كرودغانغ من ميتز، هاجرت عائلته من الفرنجة الشرقية خلال عهد لودفيش الجرماني إلى الفرنجة الغربية؛ بحيث كفأهم شارل الأصلع بعدد من الإقطاعيات هناك من ماين وأنجو وتورين، وأيضا استطاع الدفاع عن نيوستريا من هجمات الفايكنغ وبريتونيون.
وفي 858 انضم روبرت إلى تمرد ضد شارل الأصلع مع البريتونيون تحت بقيادة ملكهم سالومون، ومع ذلك اعطى شارل روبرت بعض الإقطاعيات في بورغندي، ولكن عليه دفاع عن أراضيه ضد لودفيش الجرماني، وأيضا حارب الفايكنغ منعهم من الدخول في خدمة سالومون، حتى قتل في 2 يوليو 866.
روبرت هو أبن روبرت الثالث دي فورمس، تزوج من أديلايد من تور أبنة هيو دي تور أنجبت له أبنين كلاهما أصبح لاحقاً ملوك الفرنجة الغربية أود وروبرت الأول وهو جد أوغو أول ملوك فرنسا من سلالة كابيتيون العريقة؛ وبذلك يعتبر روبرت هو سليل كابيتيون وفروعها فالوا وبوربون الذي حكمت فرنسا من 987 حتى 1793 ومن 1814 حتى 1848، وأيضا في إسبانيا منذ 1700 حتى يومنا هذا، ولوكسمبورغ منذ 1964.